# Billie Jean King Cup 2020-2021
De Billie Jean King Cup werd in 2020-2021 voor de 58e keer gehouden. De BJK Cup (voorheen: Fed Cup) is de jaarlijkse internationale tenniscompetitie voor landenteams, voorbehouden aan vrouwen. Deze editie deden 107 teams met het toernooi mee.
Vanwege de coronapandemie werd deze editie over twee jaren uitgesmeerd. In 2020 werd nog de klassieke benaming Fed Cup gehanteerd. In 2021 was dit veranderd in Billie Jean King Cup.

## Nieuwe opzet
Medio 2019 besloot de ITF om de Fed Cup drastisch te hervormen, naar evenbeeld van de Davis Cup. Er werd een systematiek ontworpen waarin twintig landen kans maken op de titel, met een kwalificatieronde in februari en een eindfase in april. De Fed Cup-week in november is afgeschaft. De nieuwe Wereldgroep bestaat effectief uit de samenvoeging van de oude Wereldgroep I en Wereldgroep II, met daaraan nog eens vier landen toegevoegd op basis van de ITF Fed Cup Nations Ranking. Van die twintig landen nemen zestien deel aan de kwalificatieronde; de andere vier zijn hiervan vrijgesteld, en gaan meteen naar het eindtoernooi. De vier vrijgestelde landen zijn de twee finalisten van het jaar ervoor (Australië en Frankrijk), het organiserende land (oorspronkelijk gepland Hongarije, uiteindelijk Tsjechië) en een wildcard-land (oorspronkelijk gepland Tsjechië, uiteindelijk Canada).

## Kwalificatieronde Wereldgroep
Er waren zestien deelnemende landen in de kwalificatieronde voor de Wereldgroep. Op vrijdag 7 en zaterdag 8 februari 2020 speelde iedere deelnemer een landenwedstrijd tegen een door loting bepaalde tegenstander, thuis of uit. De acht winnaars gingen naar het eindtoernooi; de acht verliezers gingen naar de play-offs.

## Play-offs Wereldgroep
Er waren zestien deelnemende landen in de play-offs van de Wereldgroep. Acht van hen waren de verliezende landen uit de kwalificatieronde. De andere acht waren de beste landen uit de regionale groepen. Op 16 en 17 april 2021 speelde iedere deelnemer een landenwedstrijd tegen een door loting bepaalde tegenstander. De acht winnaars mogen een jaar later aantreden in de Wereldgroep; de acht verliezers degradeerden naar of bleven in hun regionale groep.

## Eindtoernooi Wereldgroep
Er waren twaalf deelnemende landen in het eindtoernooi van de Wereldgroep. Acht van hen waren de winnende landen uit de kwalificatieronde. De andere vier waren de vrijgestelde landen. Van 1 tot en met 6 november 2021 streden zij om de beker in de Tsjechische hoofdstad Praag. Na een groepsronde volgden de halve finales en de finale. De twee finalisten, Rusland (winnaar) en Zwitserland, mogen een jaar later rechtstreeks naar het eindtoernooi; de overige tien landen zullen dan aantreden in de kwalificatieronde, samen met de acht winnaars van de play-offs (waarin het tussentijds naar het eindtoernooi gepromoveerde Canada werd vervangen door Roemenië).

### Situatie per maart 2022
Op grond van een beslissing van de gezamenlijke internationale tennisbonden zijn de teams uit Rusland en Wit-Rusland uitgesloten van deelname. De positie van Rusland in het eindtoernooi is overgedragen aan Australië. Beoogd tegenstander van Australië, Slowakije, krijgt een walk-over. Ook de tegenstander van Wit-Rusland, België, krijgt een walk-over.

## België
België trad aan in de Wereldgroep nieuwe stijl. In februari 2020 speelde het team thuis tegen Kazachstan in de kwalificatieronde. Kazachstan werd met 3-1 verslagen, waardoor België doorstootte naar de finaleweek. In de groepsfase van de finaleweek nam België het in groep B op tegen Wit-Rusland en Australië – zij wisten de groepsfase echter niet te ontstijgen. In 2022 neemt België weer deel aan de kwalificatieronde.
| datum      | tegenstander | uitslag | locatie  | groep | ronde             | w/v     |
| ---------- | ------------ | ------- | -------- | ----- | ----------------- | ------- |
| 2020-02-07 | Kazachstan   | 3–1     | thuis    | WG    | kwalificatieronde | winst   |
| 2021-11-01 | Wit-Rusland  | 2-1     | Tsjechië | WG    | groepsfase        | winst   |
| 2021-11-02 | Australië    | 1-2     | Tsjechië | WG    | groepsfase        | verlies |

## Nederland
Nederland trad aan in de Wereldgroep nieuwe stijl. In februari 2020 speelde het team thuis tegen Wit-Rusland. Nederland verloor deze ontmoeting in de tie-break van de derde set van het beslissende dubbelspel. Door het verlies speelde het in april 2021 in de play-offs om zich te handhaven in de Wereldgroep en degradatie naar de regionale zone te voorkomen. In 2022 nemen zij deel aan de kwalificatieronde.
| datum      | tegenstander | uitslag | locatie | groep | ronde               | w/v     |
| ---------- | ------------ | ------- | ------- | ----- | ------------------- | ------- |
| 2020-02-08 | Wit-Rusland  | 2–3     | thuis   | WG    | kwalificatieronde   | verlies |
| 2021-04-17 | China        | 3–2     | thuis   | WG PO | degradatiewedstrijd | winst   |

## Legenda
| niveau 1 | niveau 2 | niveau 3 | niveau 4 | niveau 5 |